# Francesco Cattani (fumettista)
Francesco Cattani (Bologna, 1980) è un fumettista italiano.
Dal 2004 scrive fumetti per diverse riviste, come “Internazionale”, “Il Male. Di Vauro e Vincino”, “Animals”, “Rolling Stone”, “XL – Repubblica”, e sulle antologie Fortezza Europa (Coniglio editore, 2006), Resistenze (Becco Giallo, 2007), Gli Intrusi (Coconino Press, 2007), Viaggio etrusco (Black Velvet, 2009), ZeroGuida (Edizioni Zero, 2009).

## Biografia
Nato nel 1980 a Bologna, esordisce nel mondo del fumetto nel 2004 sulla rivista “RES-ISTANZE” con una storia breve intitolata Inizio, in cui narra le vicissitudini di un gruppo di partigiani dispersi sulle montagne durante la seconda guerra mondiale. Lo stesso anno autoproduce il fumetto Occhi Vuoti, la storia di un dipendente IKEA.
Sempre nel 2004 inizia il suo lavoro su una serie di illustrazioni intitolata I Sezionati, che esporrà a Modo Infoshop a Bologna, ed inizia a pubblicare fumetti anche sulla rivista “Hamelin Storie figure pedagogia”.
Al Concorso internazionale Baraccano viene premiato sia per i suoi fumetti che per le sue illustrazioni.
È tra i fondatori dell’etichetta indipendente Ernest, per cui nel 2007 pubblica una versione embrionale di sedici pagine di Barcazza, che gli permette di vincere il premio Micheluzzi per la miglior storia breve nel 2008. La storia, revisionata ed ampliata, diventerà il suo primo vero romanzo grafico, che sarà pubblicato nel 2010 da Canicola Edizioni, e dalla casa editrice Atrabile per il mercato francese. Il romanzo, che prende spunto da un evento autobiografico, si svolge durante una giornata estiva, al mare, e narra di una relazione delicata, che si sviluppa tra incomunicabilità e sentimenti sopiti, ricordando il cinema intimista di Antonioni.
Nel 2017 pubblica per Coconino Press il suo secondo romanzo grafico, Luna del mattino. Il romanzo racconta di una giornata singolare durante “l’inverno più caldo degli ultimi cent’anni”, vissuta da un ragazzino adolescente, Tommy, ed i suoi amici. Nel corso della vicenda, travolto da un turbine di eventi, Tommy entrerà prepotentemente nell’età adulta. Luna del Mattino vince il premio Micheluzzi per miglior fumetto, e il gran premio al Romics, entrambi nel 2018.
Nel 2018 realizza i disegni del decimo numero della serie Mercurio Loi (Sergio Bonelli Editore) su testi di Alessandro Bilotta. Nello stesso anno realizza il manifesto per il festival internazionale di fumetto e illustrazione BilBObul di Bologna, città dove gli sarà dedicata una mostra presso la Pinacoteca Nazionale, inaugurata proprio nei giorni del festival. La mostra ha come filo conduttore le tematiche da sempre care a Cattani, ovvero l’amore, il sesso, la violenza e la quotidianità. Sempre nel 2018 disegna, insieme a Piero Dall'Agnol, il n. 386 di Dylan Dog, sceneggiato da Giancarlo Marzano, che esce nelle edicole a novembre.
Tra il 2020 e il 2021 disegna il fumetto online Occhi Ovunque, su testi di Ratigher. Il fumetto, dalle forti tinte pornografiche, è ambientato durante il lockdown della pandemia di Covid-19, e si focalizza sulle relazioni di un gruppo di ragazzi che si incontrano segretamente, sfuggendo ai controlli. Ogni mese i due pubblicano un episodio di 18 pagine sulla piattaforma Patreon, leggibile solo dagli abbonati maggiorenni. Con l’episodio numero 5 termina la prima stagione, raccolta poi in un volume in bianco e nero stampato per gli abbonati. Attualmente il fumetto è in stand-by, e non ha più continuato la pubblicazione.
Nel 2020 torna a lavorare con Piero Dall'Agnol su Dylan Dog, in una trilogia dedicata al personaggio di Mana Cerace, storico villain della serie, su testi di Claudio Chiaverotti. A fine anno, per Coconino, esce Notte Rosa, un volume che raccoglie storie brevi già pubblicate su rivista, insieme ad un racconto inedito di trenta pagine (Notte Rosa, appunto).
Nel 2024, a sette anni di distanza da Luna del mattino, pubblica il suo nuovo romanzo grafico intitolato Favola, edito da Feltrinelli Comics. Il volume tratta la relazione sentimentale tra un ragazzo di nome Ciccio e una ragazza trans, e delle ripercussioni che questa avrà sulla sua vita e quella del suo gruppo di amici. Lo spunto della storia arriva direttamente dall'esperienza sentimentale di Cattani con la compagna Josephine Yole Signorelli, in arte Fumettibrutti. Il libro viene presentato in anteprima al Lucca Comics & Games 2024.

## Opere
- 2010 - Barcazza (Canicola Edizioni)
- 2017 - Luna del mattino (Coconino Press)
- 2020 - Occhi Ovunque (Webcomic) - Disegni, su testi e colori di Ratigher.
- 2020 - Notte rosa (Coconino Press)
- 2024 - Favola (Feltrinelli Comics)

### Serie
- 2018 - Mercurio Loi n. 10 (Sergio Bonelli Editore) - Disegni, su testi di Alessandro Bilotta.
- 2018 - Dylan Dog n. 386 (Sergio Bonelli Editore) - Disegni insieme a Piero Dall'Agnol, su testi di Giancarlo Marzano.
- 2020 - Dylan Dog n. 409-410-411 (Sergio Bonelli Editore) - Disegni insieme a Piero Dall'Agnol, su testi di Claudio Chiaverotti.

## Premi
- 2008 - Premio Micheluzzi al Napoli Comicon per la miglior storia breve (Barcazza).
- 2010 - Premio Nuove strade al Napoli Comicon.
- 2018 - Premio Micheluzzi al Napoli Comicon per il miglior fumetto (Luna del mattino).
- 2018 - Gran premio al Romics (Luna del mattino).